# Castello di Bosco di Corniglio
Das Castello di Bosco di Corniglio, auch Castello di Bosco, ist die Ruine einer mittelalterlichen Höhenburg im Ortsteil Bosco di Corniglio der Gemeinde Corniglio in der italienischen Region Emilia-Romagna.

## Geschichte
Die Burg wurde in den 1400er-Jahren erbaut und wurde zum Schauplatz der Kämpfe der Familien Terzi und Fieschi, die sich gegenseitig das Gebiet streitig machten. 1413 gelangte das Anwesen mit dem Namen „Castello di Bosco mit dem dazu zugehörigen Landhaus Braia und Graiana“ im kaiserlichen Dekret von Sigismund in den Besitz der Rossis. 1431 wurde die Burg von den Viscontis eingenommen, aber 12 Jahre später kaufte sie Pier Maria I. de’ Rossi für 9600 kaiserliche Lire zurück. In der Zeit der Rossis wurde die Burg vom Dichter Gerardo Rustici in seiner Sonate Cantilena pro potenti D. Petro Maria Berceti Comite als „alto Bosco“ (dt.: hoher Wald) bezeichnet.
In seinem Testament von 1464 hinterließ Pier Maria II. de’ Rossi die Burg seinem Sohn Bertrando. Dennoch belagerte am 1. September 1482 Obieto Fieschi, der Verbündete von Ludovico Sforza, im Krieg gegen die Rossis die Burg gegen drei Abteilungen Bewaffnete und es gelang ihm auch ohne Artillerie, sich in den Besitz der Burg zu bringen<, weil der Kastellan Michele Bajardi aus Calestano seinen Herrn Pier Maria II. de’ Rossi, der ihn an die Spitze seiner Truppen zur Verteidigung der Burg gesetzt hatte, verraten hatte.
Die Fieschis, die von der endgültigen Niederlage Guido de’ Rossis und dem Fall der Rocca dei Rossi am 21. Juni 1483 profitierten, behielten das Lehen bis zum 30. November 1521, als Lazzaro Malaspina und Antonio de Sanctis die Burg im Namen von Filippo Maria de’ Rossi, dem Herrscher von Modena und Sohn von Guido de’ Rossi, einnahmen.
Filippo de’ Rossi ließ, als er den Verfall feststellte, in den die Burg geraten war, den Bergfried restaurieren und die Fundamente der Ecktürme verstärken. Nach seinem Tod 1529 fiel die Burg an seine Söhne, Camillo und Marsilio. Als Marsilio 1560 starb, fiel sein Anteil an den Sohn Camillos, Filippo Maria den Jüngeren. Als dieser bei den Farneses in Ungnade gefallen war und eingesperrt wurde, wurde die Burg 1593 von der herzoglichen Liegenschaftsverwaltung konfisziert.
Da die Burg aufgegeben wurde, verfiel sie schnell zu einer Ruine, sodass man 1804 nur noch die Fundamente und Reste eines Turms vorfand. Heute kann man nur noch die Reste des Turms und einige Teile der Umfassungsmauer sehen.